# Аша'ман
Аша`ман(Колелото на времето, Робърт Джордан) - Име, дадено както общо, така и за определен ранг на мъжете, дошли в Черната кула, близо до Кемлин в Андор, за да се учат да преливат. Обучението им е съсредоточено главно върху начините за използване на единствената сила като оръжие, и като още една отлика от порядките на Бялата кула, след като се научат да улавят сайдин (мъжката половина на Силата), от тях се изисква да вършат всички домакински шетни и физически труд с помощта на Силата.
Новозаписаният получава титлата „Боец“; той носи обикновена черна куртка с висока яка, според андорския обичай. Издигнат ли го до ранга „Вречен“, получава право да носи сребърна игла, наречена „Мечът на Дракона“ или просто „Мечът“, на яката на куртката си. С издигането му в степен "Аша`ман" получава правото да носи "Драконовата игла" или просто "Дракона", от злато и червен емайл. Тя се слага от другата страна на Меча. Аша`ман използват разновидност на стражническата връзка за да обвържат своите жени или любими. Подобна връзка, но изменена така, че да принуждава към покорство се използва за покоряване на Айез Седай.